# Vida Vencienė
Vida Vencienė (* 21. Mai 1961 in Ukmergė, geb. Mogenytė) ist eine ehemalige litauische Skilangläuferin, die in den achtziger Jahren für die Sowjetunion und später für Litauen startete.

## Werdegang
Vencienė lief ihr erstes Weltcuprennen im Dezember 1985 in Bibawik und belegte dabei den fünften Platz über 10 km klassisch. Bei den Nordischen Skiweltmeisterschaften 1987 in Oberstdorf errang sie den 13. Platz über 10 km klassisch. In der Saison 1987/88 erreichte sie in Sankt Petersburg mit dem zweiten Platz über 10 km klassisch ihre erste Podestplatzierung im Weltcup. Bei den Wettbewerben der Olympischen Winterspiele 1988 in Calgary, die ebenfalls zum Weltcup gehörten, gewann sie die Goldmedaille über 10 Kilometer klassisch und die Bronzemedaille über 5 Kilometer klassisch. Die Saison beendete sie auf den fünften Platz im Gesamtweltcup. Im folgenden Jahr kam sie bei den Nordischen Skiweltmeisterschaften in Lahti auf den zehnten Platz über 10 km klassisch und auf den siebten Rang über 30 km Freistil. Ihr bestes Resultat bei den Olympischen Winterspielen 1992 in Albertville war der 11. Platz über 15 km klassisch. Bei den Nordischen Skiweltmeisterschaften 1993 in Falun belegte sie jeweils den 28. Platz über 30 km Freistil und im 15-km-Verfolgungsrennen, den 24. Rang über 15 km klassisch und den 20. Platz über 5 km klassisch. In ihrer letzten Saison erreichte sie bei den Olympischen Winterspielen 1994 in Lillehammer den 32. Platz über 15 km Freistil und den 25. Rang über 30 km klassisch.

## Teilnahmen an Weltmeisterschaften und Olympischen Winterspielen

### Olympische Spiele
- 1988 Calgary: 1. Platz 10 km klassisch, 3. Platz 5 km klassisch
- 1992 Albertville: 11. Platz 15 km klassisch, 16. Platz 30 km Freistil, 19. Platz 5 km klassisch, 28. Platz 15 km Verfolgung
- 1994 Lillehammer: 25. Platz 30 km klassisch, 32. Platz 15 km Freistil

### Nordische Skiweltmeisterschaften
- 1987 Oberstdorf: 13. Platz 10 km klassisch
- 1989 Lahti: 7. Platz 30 km Freistil, 10. Platz 10 km klassisch
- 1993 Falun: 20. Platz 5 km klassisch, 24. Platz 15 km klassisch, 28. Platz 30 km Freistil, 28. Platz 15 km Verfolgung

## Weltcupsiege im Einzel
| Nr. | Datum            | Ort     | Disziplin                         |
| --- | ---------------- | ------- | --------------------------------- |
| 1.  | 14. Februar 1988 | Calgary | 10 km klassisch Individualstart 1 |

## Weltcup-Gesamtplatzierungen
| Saison  | Platz | Punkte |
| ------- | ----- | ------ |
| 1985/86 | 19.   | 21     |
| 1986/87 | 39.   | 7      |
| 1987/88 | 5.    | 88     |
| 1988/89 | 14.   | 36     |
| 1989/90 | –     | -      |
| 1990/91 | –     | -      |
| 1991/92 | 27.   | 12     |
| 1992/93 | 45.   | 18     |
| 1993/94 | 48.   | 13     |